# Amadou Diallo
Amadou Bailo Diallo (ur. 2 września 1975 r., Gwinea – zm. 4 lutego 1999, Nowy Jork, Stany Zjednoczone) - 23-letni gwinejski uchodźca do Stanów Zjednoczonych, który został postrzelony i zabity przez 4 nieumundurowanych oficerów komisariatu policji Nowego Jorku 4 lutego 1999 r. Diallo był nieuzbrojony w momencie postrzelenia.Oddano do niego łącznie 41 strzałów. Te okoliczności wywołały lawinę kontrowersji i dyskusji zarówno w Nowym Jorku jak i poza nim.
Strzelanina miała miejsce na 1157 Wheeler Avenue w części Bronxu o nazwie Soundview. 4 oficerów należało do obecnie zlikwidowanej jednostki przestępstw ulicznych (Street Crimes Unit).
Kwestie takie jak brutalność policji, uprzedzenia rasowe i "zaraźliwe strzelanie" (contagious shooting) stanowiły sedno kontrowersji.
Sprawie morderstwa Amadou Diallo został poświęcony w 2006 r. film Death of Two Sons w reżyserii Micah Schaffera, wiele programów i seriali telewizyjnych, książki Dave Eggersa, Malcolm Gladwella, Jeffrey McDaniela oraz piosenki takich muzyków jak: 88 Keys, Aesop Rock, Akon, Big Stan, Bruce Springsteen, Buju Banton, Capone-N-Noreaga, Common, Cunninlynguists, Dead Prez, DMX, Elliott Sharp, Erykah Badu, Greenhouse Effect, Immortal Technique, INDK, Jay-Z, Jedi Mind Tricks, KRS-ONE, Lauryn Hill, Le Tigre, Leftöver Crack, Mischief Brew, Morning Glory, Mos Def, Northern State, Organized Noise, Papoose, Paris, Pharoahe Monch, Public Enemy, Roni Size, Roy Campbell, Spooks, State Radio, Talib Kweli, Terry Callier, Trivium, Wyclef Jean, Youssou N'Dour, i Zack de la Rocha.